# Petruskerk (Garijp)
De Petruskerk is een kerkgebouw in Garijp in de Nederlandse provincie Friesland. Het kerkgebouw is een rijksmonument.

## Beschrijving
De kerk was oorspronkelijk gewijd aan Petrus. In 1838 werd de zaalkerk met driezijdig gesloten koor gebouwd. In de geveltoren hangt een door Andries Obertin gegoten klok (1628). In de kerk staan twee herenbanken en er is een zerk van generaal Martinus van Acronius (1780). De preekstoel uit 1782 heeft een wapen van Hobbe Baerdt van Sminia. Het orgel uit 1886 is gebouwd door Bakker & Timmenga. 

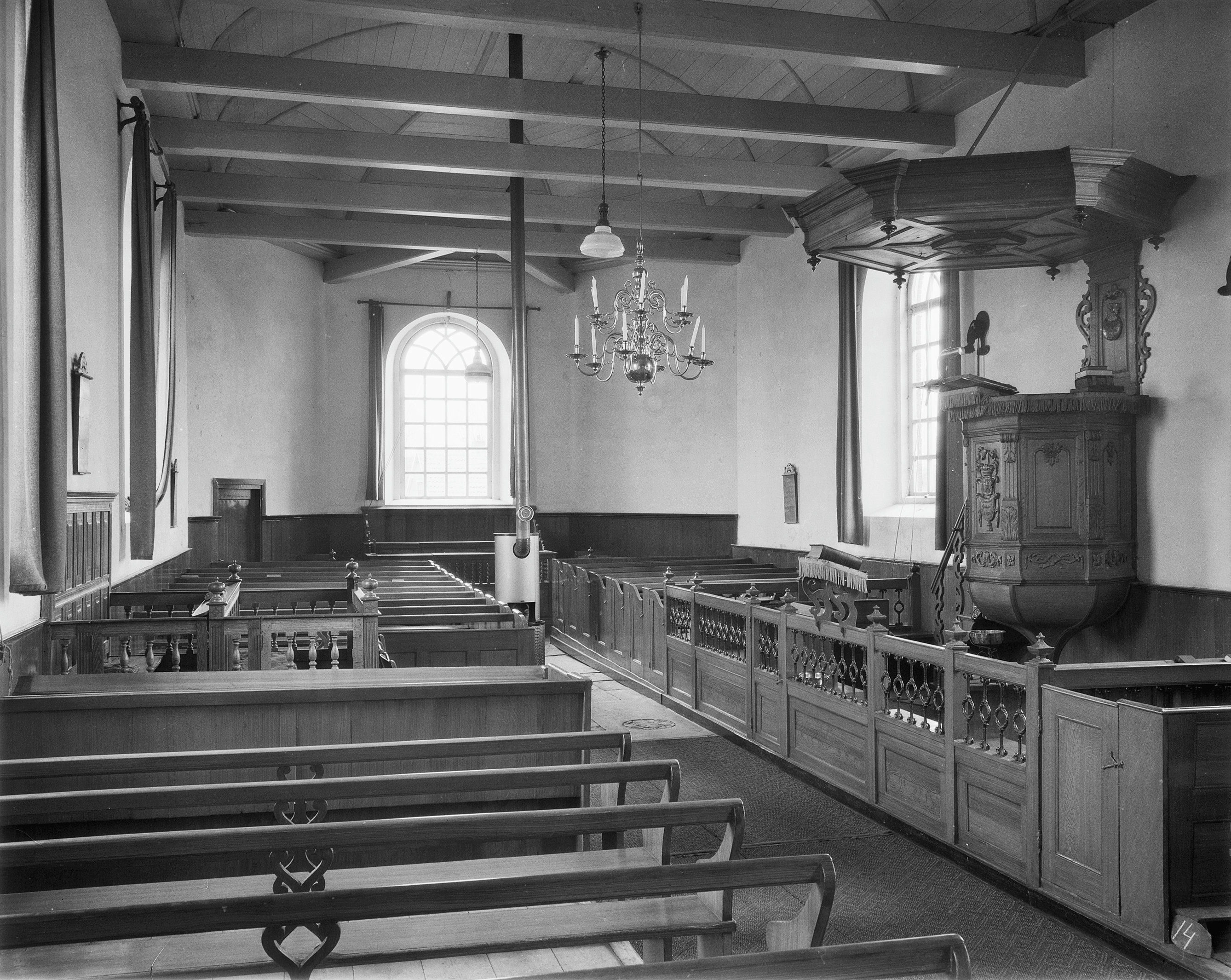
Interieur met preekstoel (1959)
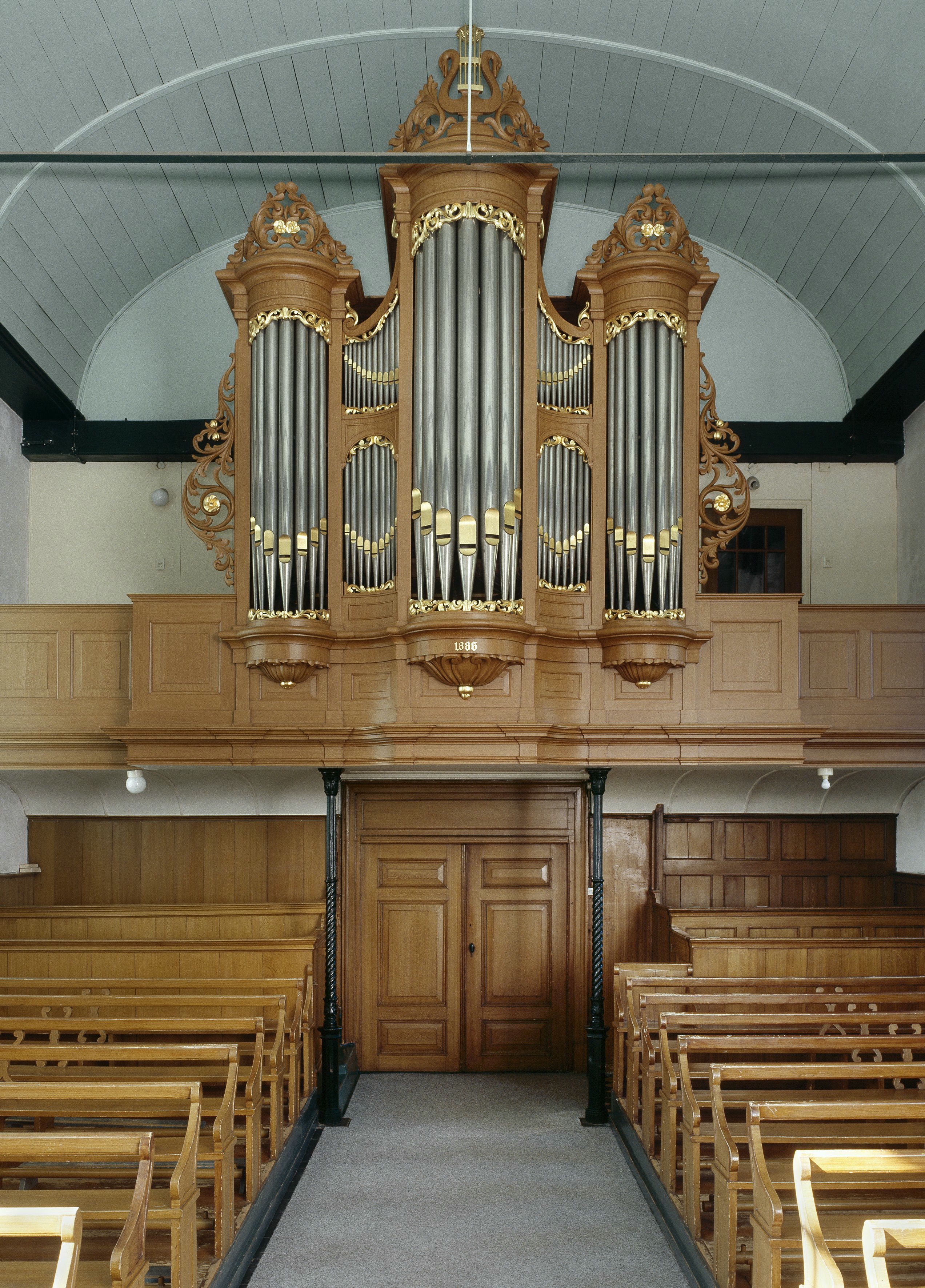
Interieur met orgel (2007)